# Arvo Luik
Arvo Philip Luik, född 22 oktober 1949 i Estland, är en svensk målare, grafiker och skulptör.
Luik studerade målning vid Tartu Kunstikool i Estland samt muralmålning vid Konsthögskolan i Stockholm. Han har även studerat papperstillverkning och äldre ytbehandlingstekniker som marmorering och metallgjutning i brons. Bland hans offentliga arbeten märks ett 40-tal utsmyckningar i olika material för bostadsbolaget Telgebostäder i Södertälje samt en emaljmålning på Rösbergaskolan Södertälje. Luik är representerad vid Gustav VI Adolfs samling, Arkivet för dekorativ konst, Statens konstråd, Konstnärscentrum, Uppsala universitet och Lunds universitet.    